# گیورگی مامارداشویلی
جیورجی مامارداشویلی (گرجی: გიორგი მამარდაშვილი؛ زادهٔ ۲۹ سپتامبر ۲۰۰۰) بازیکن فوتبال اهل گرجستان است که در پست دروازه‌بان برای باشگاه لیورپول در لیگ برتر انگلستان و تیم ملی گرجستان بازی می‌کند.
مامارداشویلی بیشتر دوران جوانی خود را در دینامو تفلیس گذراند. پس از امضای قرارداد حرفه‌ای با این باشگاه، او به مدت سه فصل به تیم‌های دیگر لیگ ارونولی قرض داده شد و سپس به والنسیا منتقل شد. او به سرعت خود را به عنوان دروازه‌بان اصلی تثبیت کرد و به اولین دروازه‌بان گرجستانی در سطح اول اسپانیا تبدیل شد.
در سال‌های ۲٠۲٠ و ۲٠۲۴، مامارداشویلی به ترتیب به عنوان دروازه‌بان سال و فوتبالیست سال گرجستان انتخاب شد.